# Вуйтувка (Нижньосілезьке воєводство)
Вуйтувка (пол. Wójtówka, нім. Voigtsdorf bei Landeck) — село в Польщі, у гміні Льондек-Здруй Клодзького повіту Нижньосілезького воєводства.
Населення — 64 особи (2011).
У 1975-1998 роках село належало до Валбжиського воєводства.

## Демографія
Демографічна структура станом на 31 березня 2011 року:
|          | Загалом | Допрацездатний вік | Працездатний вік | Постпрацездатний вік |
| -------- | ------- | ------------------ | ---------------- | -------------------- |
| Чоловіки | 30      | 3                  | 20               | 7                    |
| Жінки    | 34      | 6                  | 20               | 8                    |
| Разом    | 64      | 9                  | 40               | 15                   |